# Governo De Gasperi I

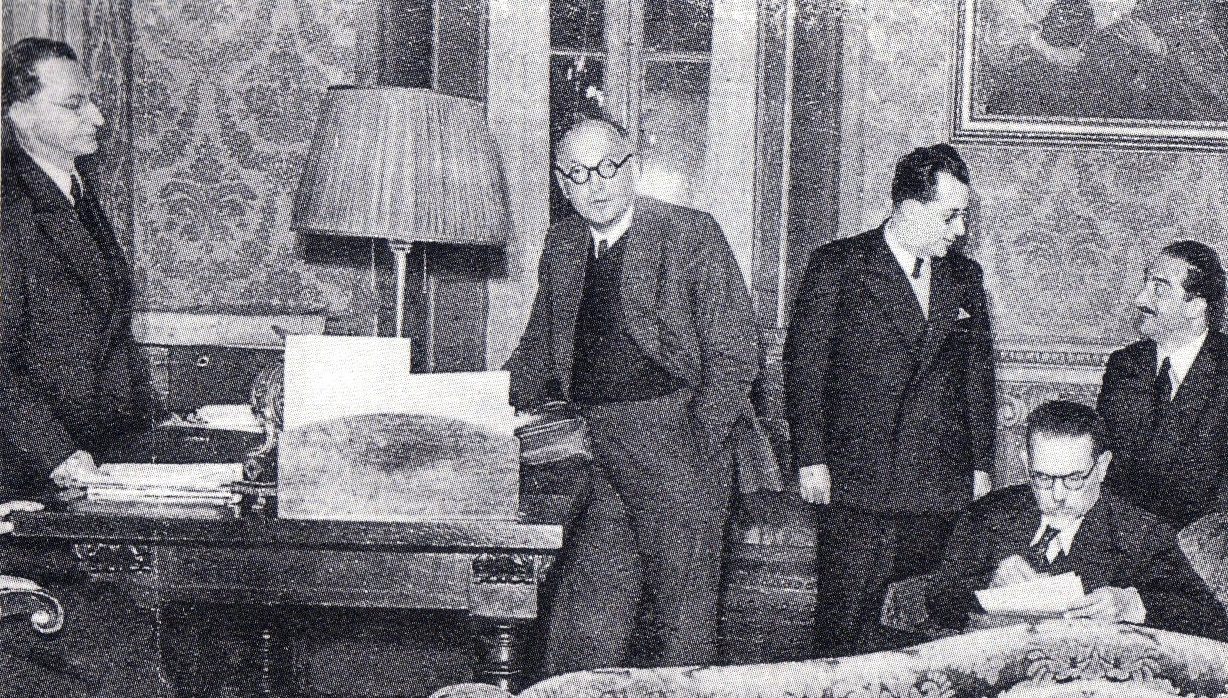
Riunione del primo governo De Gasperi con il Presidente Alcide De Gasperi (DC), Pietro Nenni (PSIUP), Palmiro Togliatti (PCI), Leone Cattani (PLI) ed Emilio Lussu (PdA)

Il Governo De Gasperi I fu il sessantacinquesimo ed ultimo esecutivo del Regno d'Italia, complessivamente il primo guidato da Alcide De Gasperi. 
Esso, nato in seguito alle dimissioni del governo precedente, è stato in carica dal 10 dicembre 1945 al 14 luglio 1946 (sebbene già dimissionario dal precedente 1º luglio), per un totale di 216 giorni, ovvero 7 mesi e 4 giorni.
Durante questo governo, il primo guidato da un membro della Democrazia Cristiana (DC), ebbero luogo il mutamento della forma istituzionale dello Stato nonché le prime elezioni politiche dalla fine della seconda guerra mondiale.
Amministrativamente parlando, invece, durante quest’ultimo sono state attuate, tramite decreto legislativo luogotenenziale, alcune importanti modifiche nei ministeri e nei commissariati generali:
- Con D.L.L. del 22 dicembre 1945, n. 809 fu istituito il "Ministero del commercio con l'estero";
- Con D.L.L. del 22 dicembre 1945, n. 824 fu soppresso il "Ministero per la ricostruzione";
- Con D.L.L. del 22 dicembre 1945, n. 826 fu soppresso il "Ministero per la Consulta nazionale", con decorrenza a partire dalla seduta inaugurale dell’Assemblea Costituente (avvenuta in data 25 giugno 1946), e l’istituzione di un ufficio speciale presso la Presidenza del Consiglio.

## Compagine di governo

### Appartenenza politica
| Partito | Partito                                 | Presidente | Ministri | Commissari | Sottosegretari | Totale |
| ------- | --------------------------------------- | ---------- | -------- | ---------- | -------------- | ------ |
|         | Democrazia Cristiana                    | 1          | 4        | 2          | 5              | 12     |
|         | Partito Socialista Italiano             | -          | 4        | 3          | 3              | 10     |
|         | Partito Liberale Italiano               | -          | 3        | -          | 5              | 8      |
|         | Partito d'Azione                        | -          | 4        | -          | 3              | 7      |
|         | Partito Democratico del Lavoro (Italia) | -          | 3        | -          | 4              | 7      |
|         | Partito Comunista Italiano              | -          | 3        | -          | 3              | 6      |
|         | Militare                                | -          | 1        | 1          | 1              | 3      |
|         | Indipendente (politica)                 | -          | -        | -          | 2              | 2      |

Con l’appoggio esterno prima di Altri Parlamentari, Ex-Parlamentari Antifascisti e Rappresentanti sindacali e, successivamente, di Partito Repubblicano Italiano, Concentrazione Democratica Repubblicana, Partito dei Contadini d'Italia, Partito Cristiano Sociale e Fronte Democratico Progressista Repubblicano

### Situazione parlamentare
Fino al 25 giugno 1946 (Periodo costituzionale transitorio):
NOTA: Nonostante non si trattasse di un effettivo Parlamento, e dunque non godesse dei poteri e delle prerogative della vecchia Camera dei deputati (ancora da restaurare stabilmente dopo le ristrutturazioni fasciste), viene comunque riportata la situazione politica di questo organo legislativo in quanto simbolo di progressivo ritorno alla democrazia rappresentativa (per il tramite di rappresentanti cui il governo riponeva effettivamente la propria responsabilità politica): difatti, essendo controllata in maggioranza da membri del Comitato di Liberazione Nazionale (CLN), anche se gli accordi tra partiti politici erano nei fatti interni, dovevano comunque riflettersi e manifestarsi tramite una decisione assembleare, che l’esecutivo era, per forza di cose, comunque obbligato a rispettare pur se dubbiosamente vincolante. Per tutte queste ragioni, il grafico sottostante espone, secondo ricostruzioni e dichiarazioni, nonché secondo la composizione del governo ed anche secondo voti effettivamenti subìti, il supporto che questo poteva ottenere o ha ottenuto più a fini puramente enciclopedici e storici che pratici, tenendo conto della facile mutevolezza delle forze politiche e del contesto storico-politico.
| Camera             | Collocazione                | Partiti                                                                 | Seggi     |
| ------------------ | --------------------------- | ----------------------------------------------------------------------- | --------- |
| Consulta nazionale | Governo                     | CLN (215): DC (38), Pd'A (38), PLI (38), PSIUP (38), PCI (37), PDL (26) | 215 / 430 |
| Consulta nazionale | Appoggio esterno/Astensione | ALT (84), EX-PAF (74), SIN (47)                                         | 195 / 430 |
| Consulta nazionale | Opposizione                 | PRI (10), PDI (6), CNDL (4)                                             | 20 / 430  |

Al momento della prima convocazione dell’organo legislativo, il 25 giugno 1946, e fino alle dimissioni dell’esecutivo:
NOTA: Nonostante si trattasse di un Parlamento temporalmente limitato, e che dunque godeva delle prerogative tipiche della vecchia Camera dei deputati solo in funzione di mantenere ordinata l’amministrazione dello Stato durante la transizione verso la Repubblica ed il contemporaneo esercizio del potere costituente (con le forze politiche che in realtà non tendevano a dividersi, dovendo redigere la nuova Costituzione della Repubblica Italiana, se non per alcuni indirizzi politici dello stesso gabinetto), viene comunque riportata la situazione politica di questo organo legislativo in quanto simbolo dell’ormai consolidato ritorno alla democrazia rappresentativa (per il tramite di rappresentanti cui il governo doveva riporre effettivamente la propria responsabilità politica): difatti, nonostante il governo non vi si sottopose mai, era comunque possibile schedulare una questione di fiducia e vincolare così l’esecutivo verso le dimissioni, ai sensi delle disposizioni interne dell’Assemblea. Per tutte queste ragioni, il grafico sottostante espone, secondo ricostruzioni e dichiarazioni, nonché secondo la composizione del governo, il supporto che questo avrebbe potuto ottenere più a fini puramente enciclopedici e storici che pratici, tenendo conto del contesto storico-politico.
| Camera                | Collocazione                | Partiti                                                         | Seggi     |
| --------------------- | --------------------------- | --------------------------------------------------------------- | --------- |
| Assemblea Costituente | Maggioranza                 | CLN (475): DC (207), PSIUP (115), PCI (104), UDN (42), Pd'A (7) | 475 / 556 |
| Assemblea Costituente | Appoggio esterno/Astensione | PRI (23), CDR (2), PCd'I (1), PCS (1), FDPR (1)                 | 28 / 556  |
| Assemblea Costituente | Opposizione                 | UQ (30), BNL (16), MIS (4), PSd'Az (2), MUI (1)                 | 53 / 556  |

## Composizione
| Carica                                                                    | Titolare                              | Titolare                                                  | Titolare                                                | Sottosegretari |
| Presidenza del Consiglio dei ministri                                     | Presidenza del Consiglio dei ministri | Presidenza del Consiglio dei ministri                     | Presidenza del Consiglio dei ministri                   | Sottosegretario di Stato alla Presidenza del Consiglio                                                                                 |
| ------------------------------------------------------------------------- | ------------------------------------- | --------------------------------------------------------- | ------------------------------------------------------- | --- |
| Presidente del Consiglio dei Ministri, Primo Ministro Segretario di Stato |                                       |                                                           | Alcide De Gasperi (DC)                                  | - Giustino Arpesani (PLI) - Giorgio Amendola (PCI)                                                                                     |
| Vicepresidente del Consiglio dei Ministri                                 |                                       |                                                           | Pietro Nenni (PSIUP)                                    | - Giustino Arpesani (PLI) - Giorgio Amendola (PCI)                                                                                     |
| Ministri senza portafoglio                                                | Ministri senza portafoglio            | Ministri senza portafoglio                                | Ministri senza portafoglio                              | Sottosegretario |
| Costituente                                                               |                                       |                                                           | Pietro Nenni (PSIUP) (dal 12 agosto 1945)               | Carica non assegnata |
| Consulta Nazionale (soppresso)                                            |                                       |                                                           | Emilio Lussu (Pd'A) (fino al 20 febbraio 1946)          | Carica non assegnata |
| Consulta Nazionale (soppresso)                                            |                                       | Alberto Cianca (Pd'A) (dal 20 febbraio al 25 giugno 1946) |                                                         | Carica non assegnata |
| Ministero                                                                 | Ministri                              | Ministri                                                  | Ministri                                                | Sottosegretario |
| Affari esteri                                                             |                                       |                                                           | Alcide De Gasperi (DC)                                  | - Renato Morelli (PLI) Sottosegretario con delega per gli Italiani all'estero - Celeste Negarville (PCI)                               |
| Africa Italiana                                                           | Alcide De Gasperi (DC) Ad interim     | Alcide De Gasperi (DC) Ad interim                         | Alcide De Gasperi (DC) Ad interim                       | Carica non assegnata |
| Interni                                                                   |                                       |                                                           | Giuseppe Romita (PSIUP)                                 | Giuseppe Spataro (DC) |
| Grazia e Giustizia                                                        |                                       |                                                           | Palmiro Togliatti (PCI)                                 | Dante Veroni (PDL) |
| Finanze                                                                   |                                       |                                                           | Mauro Scoccimarro (PCI)                                 | Bruno Visentini (Pd'A) |
| Tesoro                                                                    |                                       |                                                           | Epicarmo Corbino (PLI)                                  | - Giovanni Persico (PDL) - Pietro Mastino (Pd'A) Sottosegretario con delega ai danni di guerra                                         |
| Guerra                                                                    |                                       |                                                           | Manlio Brosio (PLI)                                     | - Pompeo Colajanni (PCI) - Luigi Chatrian (DC)                                                                                         |
| Aeronautica                                                               |                                       |                                                           | Mario Cevolotto (PDL)                                   | Ernesto Pellegrino (Militare) |
| Marina                                                                    |                                       |                                                           | Raffaele de Courten (Militare)                          | - Pasquale Schiano (Pd'A) - Angelo Corsi (PSIUP) Sottosegretario con delega per la Marina mercantile                                   |
| Agricoltura e Foreste                                                     |                                       |                                                           | Fausto Gullo (PCI)                                      | Antonio Segni (DC) |
| Industria e Commercio                                                     |                                       |                                                           | Giovanni Gronchi (DC)                                   | - Enzo Storoni (PLI) (fino al 9 gennaio 1946) - Rosario Pasqualino Vassallo (PDL) (dal 16 gennaio 1946) - Ivan Matteo Lombardo (PSIUP) |
| Lavoro e Previdenza Sociale                                               |                                       |                                                           | Gaetano Barbareschi (PSIUP)                             | Gennaro Cassiani (DC) |
| Lavori Pubblici                                                           |                                       |                                                           | Leone Cattani (PLI)                                     | Giuseppe Bruno (Pd'A) |
| Poste e telecomunicazioni                                                 |                                       |                                                           | Mario Scelba (DC)                                       | Mario Fano (Indipendente) |
| Trasporti                                                                 |                                       |                                                           | Riccardo Lombardi (Pd'A)                                | Antonio Priolo (PSIUP) |
| Pubblica Istruzione                                                       |                                       |                                                           | Enrico Molè (PDL)                                       | - Achille Marazza (DC) - Enrico Paresce (PDL) Sottosegretario con delega per le belle arti e lo spettacolo                             |
| Ricostruzione (soppresso)                                                 |                                       |                                                           | Ugo La Malfa (Pd'A) (fino al 22 dicembre 1945)          | Rosario Pasqualino Vassallo (PDL) (fino al 22 dicembre 1945)                                                                           |
| Commercio con l'Estero (istituito)                                        |                                       |                                                           | Ugo La Malfa (Pd'A) (dal 9 gennaio al 20 febbraio 1946) | Enzo Storoni (PLI) (dal 9 gennaio 1946)                                                                                                |
| Commercio con l'Estero (istituito)                                        |                                       | Mario Bracci (Pd'A) (dal 20 febbraio 1946)                |                                                         | Enzo Storoni (PLI) (dal 9 gennaio 1946)                                                                                                |
| Assistenza postbellica                                                    |                                       |                                                           | Luigi Gasparotto (PDL)                                  | - Enrico Berardinone (Indipendente) - Antonio Cifaldi (PLI) (dal 22 dicembre 1945)                                                     |
| Alti commissariati                                                        |                                       |                                                           |                                                         | |
| Sardegna                                                                  |                                       |                                                           | Pietro Pinna Parpaglia (Militare)                       | Pietro Pinna Parpaglia (Militare) |
| Sicilia                                                                   |                                       |                                                           | Salvatore Aldisio (DC) (fino al 26 marzo 1946)          | Salvatore Aldisio (DC) (fino al 26 marzo 1946)                                                                                         |
| Sicilia                                                                   |                                       | Iginio Coffari (Indipendente) (dal 26 marzo 1946)         |                                                         | |
| Alimentazione                                                             |                                       |                                                           | Piero Mentasti (DC)                                     | Piero Mentasti (DC) |
| Alimentazione                                                             |                                       | Luigi Renato Sansone (PSIUP) Alto Commissario Aggiunto    |                                                         | |
| Igiene e Sanità Pubblica                                                  |                                       |                                                           | Gino Bergami (PLI)                                      | Gino Bergami (PLI) |
| Igiene e Sanità Pubblica                                                  |                                       | Nicola Perrotti (PSIUP) Alto Commissario Aggiunto         |                                                         | |

## Cronologia

### 1945
- 10 dicembre - Il governo giura dinnanzi al Luogotenente.
- 12 dicembre - L'ammiraglio Ellery Stone, capo degli alleati, annuncia al presidente del Consiglio Alcide De Gasperi che entro la fine dell'anno il territorio italiano che si trova sotto la loro giurisdizione, esclusa la Venezia Giulia e la provincia di Udine, sarà restituito al governo italiano.
- 13 dicembre - Il Presidente del Consiglio espone al Consiglio dei ministri le linee programmatiche del governo.
- 18 dicembre - Il Presidente del Consiglio tiene una conferenza alla stampa estera, affrontando i rapporti con la nuova Repubblica Socialista Federale di Jugoslavia e i problemi connessi al futuro trattato di pace.
- 19 dicembre - Il vicepresidente del Consiglio Pietro Nenni tiene una conferenza stampa in qualità di Alto commissario per le sanzioni sul fascismo, esponendo alcuni punti programmatici.
- 21 dicembre - Alcide De Gasperi firma ufficialmente il documento che riporta all'amministrazione italiana tutto il territorio nazionale con l'esclusione delle isole di Lampedusa e Pantelleria, nonché la Venezia Giulia e l’Alto Adige. Esso sarà promulgato il 28 dicembre ed entrerà in vigore il 1º gennaio dell’anno successivo.

### 1946
- 1º gennaio - Gli alleati passano i poteri al governo italiano che acquista la sovranità della maggioranza delle aree del paese. Palmiro Togliatti, in qualità di ministro della giustizia, invia ai magistrati un proprio messaggio in cui li invita a vigliare contro residui di illegalismo e contro tentativi di criminalità fascista e assicura che sarà sua cura prendere le misure affinché tutta la magistratura italiana, indipendente nell'esercizio delle sue funzioni, possa dare il suo contributo alla nascita di uno Stato Italiano democratico.
- 4 gennaio - A Roma si svolge una riunione presieduta dal presidente del Consiglio, Alcide De Gasperi, con la presenza del governatore della Banca d'Italia, Luigi Einaudi, per esaminare gli aspetti tecnici relativi al cambio della moneta nazionale, la Lira, nonché l’avvio della dismissione della Am-lira, completato solo nel 1950.
- 11 gennaio - Il Consiglio dei ministri approva un ordine del giorno, stilato da Palmiro Togliatti, secondo cui il Consiglio dichiara che non sia possibile procedere, prima delle consultazioni popolari, al cambio dei segni monetari cartacei che avrebbe portato al miglioramento della situazione economica generale.
- 12 gennaio - Il Presidente del Consiglio riferisce alla Consulta nazionale riguardo alle trattative di pace. Il dibattito si concluderà il 21 gennaio.
  - Nella stessa giornata, al ministero dell'industria e del commercio ed alla presenza del capo del dicastero Giovanni Gronchi, del ministro dei lavori pubblici Leone Cattani e del ministro del lavoro e della previdenza sociale Gaetano Barbareschi, si svolge la seconda riunione fra la Confederazione Generale Italiana del Lavoro (CGIL) e la Confederazione generale dell'industria italiana per lo sblocco dei licenziamenti nel Nord Italia dopo che questi erano rimasti sospesi a causa delle circostanze belliche e sociali.
- 19 gennaio - Il presidente del Consiglio e il capo dell'United Nations Relief and Rehabilitation Administration in Italia firmano un accordo supplementare che completa quello già stipulato l'8 marzo 1945, impegnando così l’organizzazione a fornire all'Italia aiuti alimentari per soddisfare i bisogni immediati.
- 22 gennaio - Alla Consulta nazionale il ministro del tesoro, Epicarmo Corbino, risponde all'interpellanza di Antonio Pesenti sui motivi che hanno spinto il governo a rinunciare al cambio della moneta previsto dal 1944 al momento della formazione del primo governo di unità nazionale.
- 24 gennaio - A Roma, il governo rende noto il memorandum preparato da un gruppo di giuristi americani sui poteri dell'Assemblea Costituente.
- 26 gennaio - La Confederazione generale dell'industria italiana avanza la richiesta di scioglimento dei consigli di gestione all'interno delle fabbriche. Il presidente Angelo Costa in una lettera al Presidente del Consiglio scrive che l'imprenditore è proteso verso l'avvenire; il lavoro, invece, è preoccupato dell'oggi; il primo rappresenta l'elemento rivoluzionario all'interno dell'azienda e il secondo l'elemento conservatore.
- 27 gennaio - Il Presidente del Consiglio, parlando a Napoli, afferma che l'Italia è una semplice pedina nel gioco delle potenze maggiori.
- 29 gennaio - Il vicepresidente del Consiglio, Pietro Nenni, riguardo ai timori del ministro Gaetano Barbareschi per la presentazione di una legge sui comitati di gestione, scrive sul suo diario di temere un aggravamento della crisi industriale e sperare di assicurare un minimo di occupazione operaia.
- 30 gennaio - Il governo blocca definitivamente il cambio della moneta che, secondo Mauro Scoccimarro, avrebbe frenato l'inflazione e la promessa imposta progressiva.
- 31 gennaio - Il Consiglio dei ministri affronta il problema dei prefetti che, secondo Alcide De Gasperi, devono essere scelti tra i funzionari di carriera apolitici.
- 1º febbraio - Il ministro Gaetano Barbareschi presenta un decreto approvato dal Consiglio dei ministri sull'accordo interconfederale raggiunto il 19 gennaio per lo scaglionamento dei licenziamenti.
- 2 febbraio - A Roma esponenti politici e sindacali democristiani tengono un convegno alla presenza del presidente Alcide De Gasperi e del ministro Giovanni Gronchi. Achille Grandi esprime critiche alla maggioranza di sinistra del sindacato.
- 7 febbraio - L'ambasciatore italiano a Londra, Nicolò Carandini, scrive ad Alcide De Gasperi che solo una politica di stretta neutralità potrebbe fare uscire l'Italia dalla situazione precaria nella quale si trova.
- 8 febbraio - Il governo procede allo scioglimento dell'Alto Commissariato per l'epurazione, delegandone i poteri alla magistratura ordinaria ed alla presidenza del Consiglio dei ministri.
- 15 febbraio - Il governo italiano chiede alla Export-Import Bank of the United States (EXIM) un prestito di 940 milioni di dollari statunitensi.
  - Nella stessa giornata, il Consiglio dei ministri affronta per la seconda volta il problema dei prefetti. Questa volta prevale la tesi di Alcide De Gasperi che li vuole di carriera ed apolitici, contrapposta a quella del Partito Comunista Italiano, appoggiata da Giuseppe Romita del Partito Socialista Italiano di Unità Proletaria (PSIUP)
- 20-25 febbraio - Il Consiglio dei ministri discute la questione riguardante i poteri dell'Assemblea Costituente e sul referendum istituzionale.
- 20 febbraio - Il quotidiano Il Popolo informa che l'ambasciatore americano ha consegnato, dopo vari incontri, al Presidente del Consiglio un memorandum elaborato dai giuristi americani sui poteri della futura Assemblea Costituente. Il documento propone la limitazione dei poteri della stessa alla sola elaborazione della Costituzione lasciando il potere esecutivo al governo in attesa dell'approvazione della nuova Carta costituzionale.
- 27-28 febbraio - In due giorni di discussione, il Consiglio dei ministri accoglie la proposta di Alcide De Gasperi riguardo ai poteri dell'Assemblea Costituente e il referendum istituzionale, e quella del vicepresidente del Consiglio Pietro Nenni di abbinare le due elezioni (dovendosi il popolo anche esprimere sulla composizione del nuovo organo).
- 3 marzo - Si raggiunge un accordo fra il governo italiano e il Movimento per l'Indipendenza della Sicilia (MIS), secondo cui alla Sicilia viene concesso lo status di regione autonoma.
- 7 marzo - Nella seduta plenaria della Consulta nazionale Pietro Nenni, ministro per la Costituente, illustra la proposta di accorpare le elezioni per l'Assemblea Costituente e il referendum sulla questione istituzionale. Francesco Saverio Nitti esprime i suoi dubbi sul susseguirsi di consultazioni elettorali e le sue preoccupazioni per l'ordine pubblico nel Paese ma non si pronuncia sulla questione istituzionale.
- 9 marzo - La Consulta nazionale approva il progetto presentato dal vicepresidente del Consiglio Pietro Nenni sulle doppie elezioni per l'Assemblea Costituente e per il referendum istituzionale, con 172 voti contro 50.
- 9-11 marzo - A Roma si svolge il Convegno sindacale cristiano. Vi partecipano anche il presidente Alcide De Gasperi e il ministro Giovanni Gronchi. In questa occasione Achille Grandi esprime pubblicamente le sue critiche alla conduzione unitaria della Confederazione Generale Italiana del Lavoro (CGIL). Egli riconosce lo sforzo portato avanti dai principali dirigenti dell'organizzazione ma anche che esso non si manifestava nelle realtà periferiche dove si registravano costanti episodi di ostilità nei confronti della componente cattolica da parte della sinistra.
- 16 marzo - Dopo una lunga discussione il Consiglio dei ministri vara il decreto per il referendum istituzionale e per le contemporanee elezioni dell'Assemblea Costituente (Decreto legislativo luogotenenziale 98/1946), ottemperando così al precedente Decreto legge luogotenenziale 151/1944, emanato in seguito alla Svolta di Salerno.
- 29 marzo - Il governo approva, accogliendo in parte la proposta della Confederazione Generale Italiana del Lavoro (CGIL), lo schema di un decreto che trasferisce parte delle trattenute previdenziali sui datori di lavoro.
- 31 marzo - Il ministro Palmiro Togliatti, intervistato dal quotidiano Milano Sera si pronuncia sulle posizioni dei vari partiti e invita la Democrazia Cristiana (DC) a scegliere fra progresso e conservazione. L'intervista viene ripresa dal quotidiano del Partito Comunista Italiano (PCI), l'Unità.
- 2-8 maggio - A Parigi il presidente Alcide De Gasperi partecipa alla seconda sessione della conferenza dei ministri degli affari esteri delle quattro potenze alleate.
- 9 maggio - Al fine di evitare che la sua impopolarità porti discredito alla monarchia nell’incombente referendum, Vittorio Emanuele III, ormai stanco ed anche in parte malato, annuncia l’abdicazione in favore di suo figlio, che diviene lo stesso giorno Umberto II di Savoia, già Luogotenente.
- 10 maggio - Il Consiglio dei ministri, con un pronunciamento del ministro Palmiro Togliatti, conferma la data del referendum istituzionale, che sul capo dello Stato deciderà l'Assemblea Costituente e che i poteri di Umberto II di Savoia sarebbero rimasti quelli che aveva come luogotenente.
- 11 maggio - Il Presidente del Consiglio pronuncia un discorso alla basilica di Massenzio a Roma a favore della repubblica in polemica con le posizioni del Partito Comunista Italiano (PCI).
- 19 maggio - Il Presidente del Consiglio polemizza con gli attacchi mossi alla Democrazia Cristiana (DC) dai monarchici e dalla sinistra.
- 23 maggio - Il Consiglio dei ministri proroga il blocco dei licenziamenti fino al 31 luglio.
- 25 maggio - Il governo e la confederazione sindacale firmano l'accordo per l'aumento dell'indennità di contingenza.
- 29 maggio - A Bari viene fatto esplodere un ordigno nel luogo dove è in corso un comizio del ministro Palmiro Togliatti.
- 2 giugno - Si svolgono il referendum sulla forma istituzionale dello Stato e le elezioni dei membri dell'Assemblea Costituente.
- 3-4 giugno - Le operazioni di voto terminano alle ore 14 del 3 giugno. Il ministro dell'interno Giuseppe Romita non indica da subito la percentuale dei votanti. Poco dopo il Presidente del Consiglio, intervistato dai giornalisti, si limita ad affermare che essa è stata alta. L'assenza di un dato certo sarà motivo di contestazione da parte dei monarchici e di controversia tra il governo e Umberto II di Savoia. Nel pomeriggio, i giornali escono in edizione straordinaria annunciando la vittoria della repubblica con un margine del 10%. Il primo partito dell'Assemblea Costituente, invece, risulta la Democrazia Cristiana (DC), seguita dal Partito Socialista Italiano di Unità Proletaria (PSIUP) e dal Partito Comunista Italiano (PCI).
- 5 giugno - Il ministro Giuseppe Romita nel pomeriggio legge i dati del referendum che danno per vincente la repubblica. Alle 19, al Viminale si svolge la riunione di tutti i partiti politici che hanno partecipato alla consultazione alla presenza anche dei dirigenti della Confederazione Generale Italiana del Lavoro (CGIL). Giuseppe Di Vittorio, segretario di quest’ultima, propone di celebrare l'avvento della repubblica con un giorno di festa nazionale. Alle 20 il presidente del Consiglio Alcide De Gasperi tiene un radiomessaggio.
- 5-6 giugno - Un gruppo di giuristi di Padova presenta un ricorso sui dati del referendum sostenendo che i risultati comunicati dal ministro Giuseppe Romita non possono considerarsi definitivi in quanto, secondo loro, il decreto che definisce le modalità delle elezioni, abbastanza ambiguo sul punto, voglia che il risultato debba essere calcolato sulla “maggioranza dei votanti”, cifra ancora non fornita dal ministero. Tale affermazione sarà causa di molti ricorsi da parte dei monarchici presso la Corte suprema di cassazione.
- 7 giugno - Giovanni Cassandro, nuovo segretario del Partito Liberale Italiano (PLI), informa l'ex segretario Leone Cattani, ministro dei lavori pubblici, del ricorso presentato dai giuristi padovani. Il ministro Cattani si reca dal presidente del Consiglio Alcide De Gasperi per discutere sull'interpretazione del decreto.
- 8 giugno - Vincenzo Selvaggi, segretario del Partito Democratico Italiano (PDI), scrive al presidente Alcide De Gasperi a sostegno delle tesi avanzate dai docenti universitari padovani. In una seconda lettera, inviata 12 ore più tardi, propone di subordinare la formazione di un governo provvisorio repubblicano e di sottoporre ad un nuovo e più precisamente definito referendum istituzionale.
  - Nella stessa giornata, Palmiro Togliatti, ministro di grazia e giustizia, presenta al Consiglio dei ministri il progetto di legge sull'amnistia per i reati commessi nel periodo bellico ad eccezione di quelli relativi a delitti efferati. Sarà approvato il 21 giugno ed emanato il giorno successivo (D.P. del 22 giugno, n. 4).
- 10 giugno - Il presidente della Corte suprema di cassazione, Giuseppe Pagano, dichiara che la Corte emetterà in un'altra adunanza il giudizio sulle contestazioni. Dopo la conclusione della seduta della Corte, il presidente Alcide De Gasperi si reca al Quirinale per definire con il Re d'Italia la questione istituzionale. Umberto II di Savoia si rifiuta di parlarne, giudicando illegale la proclamazione di un governo provvisorio repubblicano. Il direttivo della Confederazione Generale Italiana del Lavoro (CGIL) si pronuncia a sostegno del governo nella difesa della democrazia e decide l'astensione dal lavoro per l'11 per festeggiare l'avvento della Repubblica.
- 11 giugno - Il presidente Alcide De Gasperi incontra l'ammiraglio Ellery Stone e l'ambasciatore del Regno Unito, Noel Charles, che gli confermano il loro punto di vista: la pronuncia della Corte suprema di cassazione non chiarisce sufficientemente chi sia il vincitore del referendum. Alle 12, ciononostante, in Consiglio dei ministri, la discussione si concentra sul compromesso da proporre ad Umberto II di Savoia. Alle 13 il presidente Alcide De Gasperi è al Viminale dal Re, che insiste nella proposta di aspettare l'esito del pronunciamento definitivo della Corte suprema di cassazione, sebbene la risposta del presidente del Consiglio Alcide De Gasperi resti negativa. Di fronte a questa posizione, Umberto II di Savoia si ritiene libero di affidare l'incarico per il nuovo governo, che De Gasperi non vuole accettare, ad una personalità da lui indicata. Subito dopo l'incontro con il Re, De Gasperi convoca il Consiglio dei ministri per esaminare il da farsi.
  - Nella stessa giornata, a Roma si tiene un'imponente manifestazione repubblicana. Oltre trecentomila cittadini sfilano per le vie della città. A piazza del Popolo il ministro Giuseppe Romita parla a nome di tutti i partiti di governo.
- 12 giugno - Umberto II di Savoia, con una lettera consegnata da Falcone Lucifero al presidente Alcide De Gasperi, cede e conferma la volontà di rispettare il responso del popolo espresso con il voto.
- 13 giugno - Alle 16:08 Umberto II di Savoia raggiunge l'aeroporto di Ciampino e parte alla volta di Oporto in Portogallo. Nella stessa giornata, al fine di colmare il vuoto istituzionale, si delibera che, ai sensi del Decreto legislativo luogotenenziale 98/1946, il Presidente del Consiglio assuma l’incarico di Capo provvisorio dello Stato.
- 18 giugno - Alle ore 18 la Corte suprema di cassazione proclama infine la repubblica, avendo questa ha vinto sulla monarchia con un vantaggio di 2 milioni di voti. Risponde altresì ai ricorsi proposti, ammettendo solo quelli per alcuni minori riconteggi, in quanto concorde con la visione del governo sul quorum (sebbene in ogni caso si appurerà che, pur considerata la “maggioranza dei votanti”, la repubblica avrebbe comunque vinto).
- 21 giugno - Il Consiglio dei ministri approva il testo del disegno di legge sull'amnistia per i reati comuni, politici e militari presentato da Palmiro Togliatti, ministro di grazia e giustizia, nella precedente seduta dell'8 giugno.
- 21-22 giugno - La Direzione del Partito Comunista Italiano (PCI) si pronuncia per un governo fondato sui tre principali partiti di massa con un preciso programma politico economico e sociale.
- 23 giugno - Si riuniscono le delegazioni del Partito Comunista Italiano (PCI) e del Partito Socialista Italiano (PSIUP), formate dal ministro Palmiro Togliatti, Luigi Longo, il ministro Mauro Scoccimarro, Agostino Novella ed Emilio Sereni per il Partito Comunista Italiano (PCI), dal vicepresidente Pietro Nenni, Ivan Matteo Lombardo, Sandro Pertini, Luigi Cacciatore e Alberto Simonini per il Partito Socialista Italiano (PSIUP). Al termine il comunicato afferma che i due partiti hanno constatato posizioni analoghe sulla formazione del nuovo governo che deve rispecchiare i risultati delle elezioni e riscuotere la fiducia della maggioranza del Paese. Nella riunione fra le due delegazioni concordano sulla necessità di rinnovare il Patto di unità d'azione: sarà il preludio della futura alleanza del “Fronte Democratico Popolare” (FDP).
- 25 giugno - Si tiene la seduta costitutiva dell’Assemblea Costituente, che entra così pienamente in funzione.
- 26 giugno - Il quotidiano L'Unità pubblica le proposte del Partito Comunista Italiano (PCI) per il programma del nuovo governo.
- 28 giugno - Enrico De Nicola è eletto al primo scrutinio capo provvisorio dello Stato: la sua nomina, frutto di intense negoziazioni di compromesso, è volta a riappacificare il paese. Alcide De Gasperi, presone atto, rassegna le proprie dimissioni da Capo di Stato ad interim.
- 1º luglio - Passate le consegne il nuovo capo dello stato, il Presidente del Consiglio presenta le dimissioni del suo governo a quest’ultimo, che lo re-incarica contestualmente di formare il nuovo governo, tenuto conto anche del nuovo supporto popolare. Iniziano le negoziazioni in tal senso.
- 14 luglio - Con il giuramento del nuovo esecutivo termina definitivamente l’esperienza di governo e, con esso, il Regno d'Italia.